# Kamil Dziubka
Kamil Dziubka (ur. 5 maja 1984) – polski dziennikarz i publicysta, od 2016 związany z Onetem. Laureat nagrody Grand Press (2018) w kategorii News. Z wykształcenia politolog.  

## Życiorys
Absolwent politologii na Uniwersytecie Śląskim w Katowicach. Karierę dziennikarską rozpoczął w Polskim Radiu Katowice. W latach 2005–2016 był reporterem Wiadomości w TVP. 
Od maja 2016 roku jest dziennikarzem Onetu. Zajmuje się tematyką polityczną. W 2018 r. razem z Andrzejem Stankiewiczem, Januszem Schwertnerem i Mateuszem Baczyńskim zdobył nagrodę Grand Press w kategorii News. Autor książki „Kulisy PiS”, za którą w 2024 r. otrzymał nagrodę Best Stream Awards w kategorii Audiobook Faktu. W 2023 r. za tę samą książkę był nominowany do Nagrody Radia Zet im. Andrzeja Woyciechowskiego. Współautor razem z Januszem Schwertnerem książki "Wałęsa '80", która jest zapisem wywiadu-rzeki z Lechem Wałęsą w związku z jego 80. urodzinami. Od lata 2022 roku wraz z Andrzejem Stankiewiczem, Dominiką Długosz i Jackiem Gądkiem (do 4 lutego 2025 z Beatą Lubecką) współprowadzi program Stan wyjątkowy. 
Mieszka w Warszawie.

## Publikacje
- Kulisy PiS (Wydawnictwo Czerwone i Czarne, 2023)
- Wałęsa '80 (Wydawnictwo Znak, 2023, współautorzy: Lech Wałęsa, Janusz Schwertner)